# Balclutha neglecta
Balclutha neglecta är en insektsart som beskrevs av Delong och Davidson 1933. Balclutha neglecta ingår i släktet Balclutha och familjen dvärgstritar. Inga underarter finns listade i Catalogue of Life.